# Fründenhorn
Le Fründenhorn est un sommet des Alpes bernoises en Suisse, culminant à 3 368 mètres d'altitude.

## Géographie

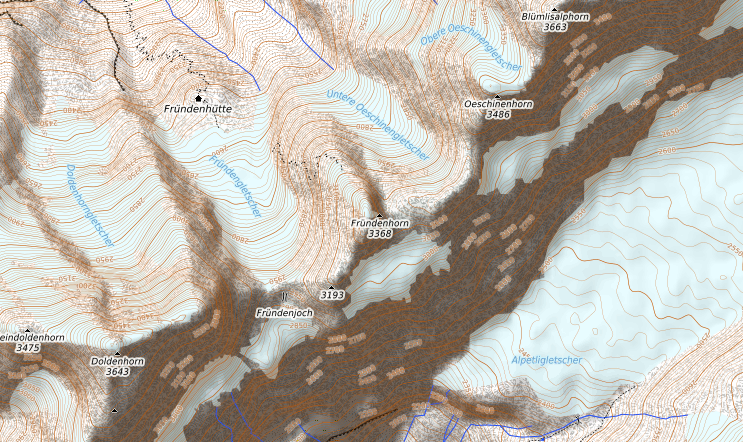
Carte topographique.

Le Fründenhorn est situé dans le sud-ouest du canton de Berne. Il fait partie d'une arête d'environ 10 kilomètres de long axée sud-ouest/nord-est. Le Fründenhorn est situé entre le Doldenhorn et l'Oeschinenhorn.

## Première ascension
Le Doldenhorn a été gravi pour la première fois le 8 juillet 1871 par F.R. Corradi, Emil Ober mit Peter Rubi et Fritz Ogi.